# Лозовик (Велика Плана)
Лозовик је насеље у Србији у општини Велика Плана у Подунавском округу. Према попису из 2022. има 4108 становника (према попису из 2011. било је 4842 становника).
Овде се налазе Црква брвнара Светих апостола Петра и Павла у Лозовику и Црква Светих апостола Петра и Павла у Лозовику (Велика Плана), која су проглашени за непокретна културна добра као споменици културе.

## Историја
Варошица Лозовик се налази северно од Велике Плане, а јужно од Смедерева, у пространој долини Мораве. Лозовик је старије насеље. За време Аустријске Србије (1718-1739. г.) помиње се као насељено место под именом Lasofica-Lassoviz. Године 1732. Лозовик је припадао смедеревском «диштрикту» (срезу) и имао је цркву и 28 домова. По арачким списковима Лозовик је имао 1818. г. 105, а 1822. г. 121 кућу. Године 1846. Лозовик је имао 251 кућу, а по попису из 1921. г. у Лозовику је било 1074 кућа са 5585 становника.
Указом Краља од 10. априла 1921. године насеље је добило статус варошице.
Прве су куће биле код старе школе и ту је основа селу, одакле се оно ширило према Морави и према Цариградском друму. Веле, да је варошица добила ово име по лози, која је овде било много у доба насељавања.
Најстарија је породица Терзић. Њихов предак, који је по занату био терзија, основао је ово насеље. Причају да су њихови преци учествовали у Косовском Боју, и да их је «кнез Лазар проклео» због чега се «слабо пате», те нису многобројна породица и ако су најстарији. Старе породице, чији су преци дошли са Косова, су: Туфегџићи, Девићи, Шајковићи, Миладиновићи, Ћупезанска фамилија, Ротоњска фамилија, Машићи, Скокићи и Станимировићи. Остале су породице долазиле из разних крајева и неке од њих се су добајала имена и надимке по местима из који су дошле: Зубаљци, Пироћанци и Хомољци.
Лозовик има своју школу од 1835. године и она је била смештена у приватној кући, у средини села. Од 1845. г. постојала је школа на месту «Клење», која је 1863. г. изгорела. До 1871. г. школа је била смештена у напуштеној црквеној кући, а те је године подигнута нова школска зграда. Друга школска зграда подигнута је 1907. године. Данашња црква подигнута је 1822. године у близини старе цркве брвнаре под шиндравним кровом.. (подаци крајем 1921. године). Овде се налази ОШ „Радица Ранковић” Лозовик.
Овде постоји ФК Ударник Лозовик. У Лозовику се налази Железничка станица Лозовик-Сараорци.

## Демографија
У насељу Лозовик живи 4458 пунолетних становника, а просечна старост становништва износи 40,9 година (39,7 код мушкараца и 42,1 код жена). У насељу има 1552 домаћинства, а просечан број чланова по домаћинству је 3,61.
Ово насеље је великим делом насељено Србима (према попису из 2002. године), а у последња три пописа, примећен је пад у броју становника.
|  |

| Демографија | Демографија | Демографија |
| Година      | Становника  | Становника  |
| ----------- | ----------- | ----------- |
| 1948.       | 6.638       |             |
| 1953.       | 7.059       |             |
| 1961.       | 7.065       |             |
| 1971.       | 6.715       |             |
| 1981.       | 6.650       |             |
| 1991.       | 6.295       | 5.934       |
| 2002.       | 5.607       | 6.330       |
| 2011.       | 4.842       |             |
| 2022.       | 4.108       |             |

| Етнички састав према попису из 2002.‍ | Етнички састав према попису из 2002.‍ | Етнички састав према попису из 2002.‍ | Етнички састав према попису из 2002.‍ | Етнички састав према попису из 2002.‍ |
| ------------------------------------ | ------------------------------------ | ------------------------------------ | ------------------------------------ | ------------------------------------ |
|                                      |                                      |                                      |                                      |                                      |
| Срби                                 | Срби                                 |                                      | 5.471                                | 97,57%                               |
| Роми                                 | Роми                                 |                                      | 74                                   | 1,31%                                |
| Хрвати                               | Хрвати                               |                                      | 11                                   | 0,19%                                |
| Македонци                            | Македонци                            |                                      | 8                                    | 0,14%                                |
| Румуни                               | Румуни                               |                                      | 4                                    | 0,07%                                |
| Црногорци                            | Црногорци                            |                                      | 2                                    | 0,03%                                |
| Мађари                               | Мађари                               |                                      | 2                                    | 0,03%                                |
| Југословени                          | Југословени                          |                                      | 2                                    | 0,03%                                |
| Чеси                                 | Чеси                                 |                                      | 1                                    | 0,01%                                |
| Бошњаци                              | Бошњаци                              |                                      | 1                                    | 0,01%                                |
| Албанци                              | Албанци                              |                                      | 1                                    | 0,01%                                |
| непознато                            | непознато                            |                                      | 23                                   | 0,41%                                |

| Година пописа     | 1948. | 1953. | 1961. | 1971. | 1981. | 1991. | 2002. |
| ----------------- | ----- | ----- | ----- | ----- | ----- | ----- | ----- |
| Број домаћинстава | 1.415 | 1.480 | 1.631 | 1.644 | 1.630 | 1.586 | 1.552 |

| Број чланова      | 1   | 2   | 3   | 4   | 5   | 6   | 7  | 8  | 9 | 10 и више | Просек |
| ----------------- | --- | --- | --- | --- | --- | --- | -- | -- | - | --------- | ------ |
| Број домаћинстава | 238 | 322 | 234 | 257 | 195 | 183 | 88 | 22 | 6 | 7         | 3,61   |

| Пол    | Укупно | Неожењен/Неудата | Ожењен/Удата | Удовац/Удовица | Разведен/Разведена | Непознато |
| ------ | ------ | ---------------- | ------------ | -------------- | ------------------ | --------- |
| Мушки  | 2.294  | 687              | 1.393        | 120            | 86                 | 8         |
| Женски | 2.373  | 439              | 1.412        | 448            | 66                 | 8         |
| УКУПНО | 4.667  | 1.126            | 2.805        | 568            | 152                | 16        |

| Пол    | Укупно                    | Пољопривреда, лов и шумарство | Рибарство                            | Вађење руде и камена | Прерађивачка индустрија       |
| ------ | ------------------------- | ----------------------------- | ------------------------------------ | -------------------- | ----------------------------- |
| Мушки  | 1.297                     | 631                           | 0                                    | 2                    | 295                           |
| Женски | 676                       | 438                           | 0                                    | 0                    | 48                            |
| УКУПНО | 1.973                     | 1.069                         | 0                                    | 2                    | 343                           |
| Пол    | Производња и снабдевање   | Грађевинарство                | Трговина                             | Хотели и ресторани   | Саобраћај, складиштење и везе |
| Мушки  | 5                         | 57                            | 87                                   | 19                   | 59                            |
| Женски | 0                         | 2                             | 53                                   | 15                   | 5                             |
| УКУПНО | 5                         | 59                            | 140                                  | 34                   | 64                            |
| Пол    | Финансијско посредовање   | Некретнине                    | Државна управа и одбрана             | Образовање           | Здравствени и социјални рад   |
| Мушки  | 1                         | 12                            | 19                                   | 13                   | 20                            |
| Женски | 0                         | 3                             | 3                                    | 33                   | 44                            |
| УКУПНО | 1                         | 15                            | 22                                   | 46                   | 64                            |
| Пол    | Остале услужне активности | Приватна домаћинства          | Екстериторијалне организације и тела | Непознато            | Непознато                     |
| Мушки  | 14                        | 0                             | 0                                    | 63                   | 63                            |
| Женски | 4                         | 0                             | 0                                    | 28                   | 28                            |
| УКУПНО | 18                        | 0                             | 0                                    | 91                   | 91                            |

### Коришћена Литература
- Извор Монографија Подунавске области 1812-1927. објављено (1927 г.)„Напредак Панчево,,
- „Летопис“: Подунавска места и обичаји Марина (Беч 1999 г.). Летопис период 1812 – 2009 г. Саставио од Писаних трагова, Летописа, по предању места у Јужној Србији, места и обичаји настанак села ко су били Досељеници чиме се бавили мештани
- Напомена

У уводном делу аутор је дао кратак историјски преглед овог подручја од праисторијских времена до стварање државе Краљевине Срба, Хрвата и Словенаца.